# Sideritis accidentalis
Sideritis accidentalis là một loài thực vật có hoa trong họ Hoa môi. Loài này được Sánchez Gómez & R.Morales mô tả khoa học đầu tiên năm 2000.